# Egle Mons
L'Egle Mons è una struttura geologica della superficie di Venere.